# Arthur Wharton
Arthur Wharton (28. října 1865 Accra – 13. prosince 1930 Edlington) byl anglický fotbalista, první černošský profesionál v historii.
Narodil se v africkém Jamestownu (dnes předměstí ghanské metropole Accry), jeho otec pocházel z Grenady a matka byla fantská princezna. V roce 1882 odešel do Anglie studovat na metodistické škole, měl se stát knězem jako jeho otec, ale dal přednost sportu: věnoval se cyklistice, kriketu, ragby a atletice, stal se mistrem Amateur Athletics Association v běhu na 100 yardů. Ve fotbale hrál na pozici brankáře i křídelního útočníka, od roku 1885 chytal za Darlington FC. Pak přestoupil do Preston North End FC, v roce 1889 uzavřel profi smlouvu s Rotherham Town FC, v roce 1895 hrál za Sheffield United FC ve Football League First Division.
V roce 1902 ukončil fotbalovou kariéru a pracoval jako hostinský a horník. Závěr jeho života byl poznamenán problémy s alkoholem, zemřel v bídě a byl pohřben do neoznačeného hrobu. Ze zapomnění ho vzkřísila až kniha, kterou o něm napsal roku 1997 sportovní historik Phil Vasili: v rámci kampaně „Football Unites, Racism Divides“ dostal Wharton náhrobní kámen a v roce 2003 byl uveden do English Football Hall of Fame.